# Labeuvrière
Labeuvrière is een gemeente in het Franse departement Pas-de-Calais in de regio Hauts-de-France. De plaats maakt deel uit van het arrondissement Béthune. Labeuvrière telde op 1 januari 2022 1.651 inwoners.

## Geografie
De oppervlakte van Labeuvrière bedroeg op 1 januari 2022 6,11 vierkante kilometer; de bevolkingsdichtheid was toen 270,2 inwoners per km².

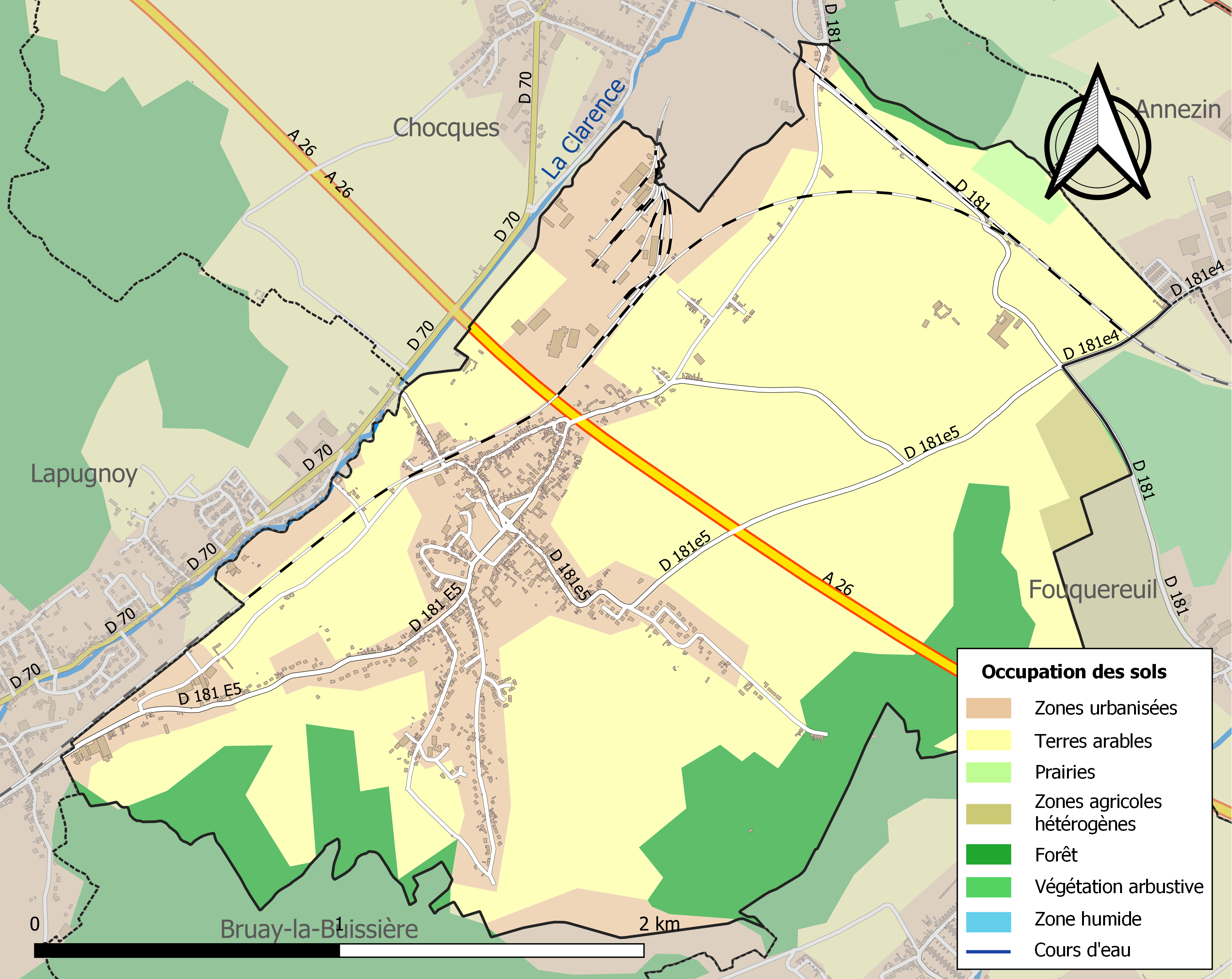
Kaart van de gemeente met de belangrijkste infrastructuur, bodemgebruik en omliggende gemeenten

## Demografie
Onderstaande figuur toont het verloop van het inwonertal (bron: INSEE-tellingen).

## Geboren
- Jean Vincent (1930-2013), Frans voetballer en voetbalcoach